# Mortierella horticola
Mortierella horticola är en svampart som beskrevs av Linnem. 1941. Mortierella horticola ingår i släktet Mortierella och familjen Mortierellaceae.   Inga underarter finns listade i Catalogue of Life.